# Вулиця Соломії Крушельницької (Кременчук)
Ву́лиця Соломії Крушельницької — одна з найдовших вулиць Кременчука. Протяжність близько 3000 метрів.

## Розташування
Вулиця розташована у Крюкові. Починається з вул. Івана Приходька та прямує на південний захід, де входить у Заводську вул..
Проходить крізь такі вулиці (з початку вулиці до кінця):
- Заводський пров.
- Кременевий пров.
- Тимірязєва

## Історія
За радянських часів і до 2016 року вулиця Соломії Крушельницької носила назву вулиця Крупської.

## Будівлі та об'єкти
- Буд. № 2 — Профспілкова організація ПАТ «Кременчуцький завод металевих виробів»[3]
- Буд. № 36 — Дошкільний навчальний заклад № 4[1]
- Буд. № 65
  - Управління залізничної станції «Крюків»[4]
  - Крюківське кар'єроуправління[5]